# Oost-Saksisch voetbalkampioenschap 1926/27
In 1926/27 werd het 25ste voetbalkampioenschap van Oost-Saksen gespeeld, dat georganiseerd werd door de Midden-Duitse voetbalbond. Dresdner SC werd kampioen en plaatste voor de Midden-Duitse eindronde. De club versloeg FC Viktoria 1910 Lauter, VfL 1911 Bitterfeld en verloor in de halve finale van Chemnitzer BC. 

## Gauliga
| Plaats | Club                       | Wed. | W  | G | V  | Saldo | Ptn.  |
| ------ | -------------------------- | ---- | -- | - | -- | ----- | ----- |
| 1.     | Dresdner SC                | 18   | 16 | 2 | 0  | 75:13 | 34:2  |
| 2.     | SV Guts Muts Dresden       | 18   | 8  | 6 | 4  | 57:30 | 22:14 |
| 3.     | SV Brandenburg 01 Dresden  | 18   | 8  | 4 | 6  | 45:40 | 20:16 |
| 4.     | Dresdner SpVgg 05          | 18   | 8  | 4 | 6  | 36:41 | 20:16 |
| 5.     | SG 1893 Dresden            | 18   | 6  | 5 | 7  | 34:35 | 17:19 |
| 6.     | SV 06 Dresden              | 18   | 7  | 3 | 8  | 31:42 | 17:19 |
| 7.     | Dresdner Fußballring       | 18   | 6  | 3 | 9  | 21:32 | 15:21 |
| 8.     | SC Dresdensia 1898 Dresden | 18   | 4  | 5 | 9  | 31:43 | 13:23 |
| 9.     | VfB 1903 Dresden           | 18   | 5  | 1 | 12 | 44:62 | 11:25 |
| 10.    | Radebeuler BC 08           | 18   | 5  | 1 | 12 | 28:64 | 11:25 |

|  | Kampioen   |
|  | Degradatie |